# المرقبات

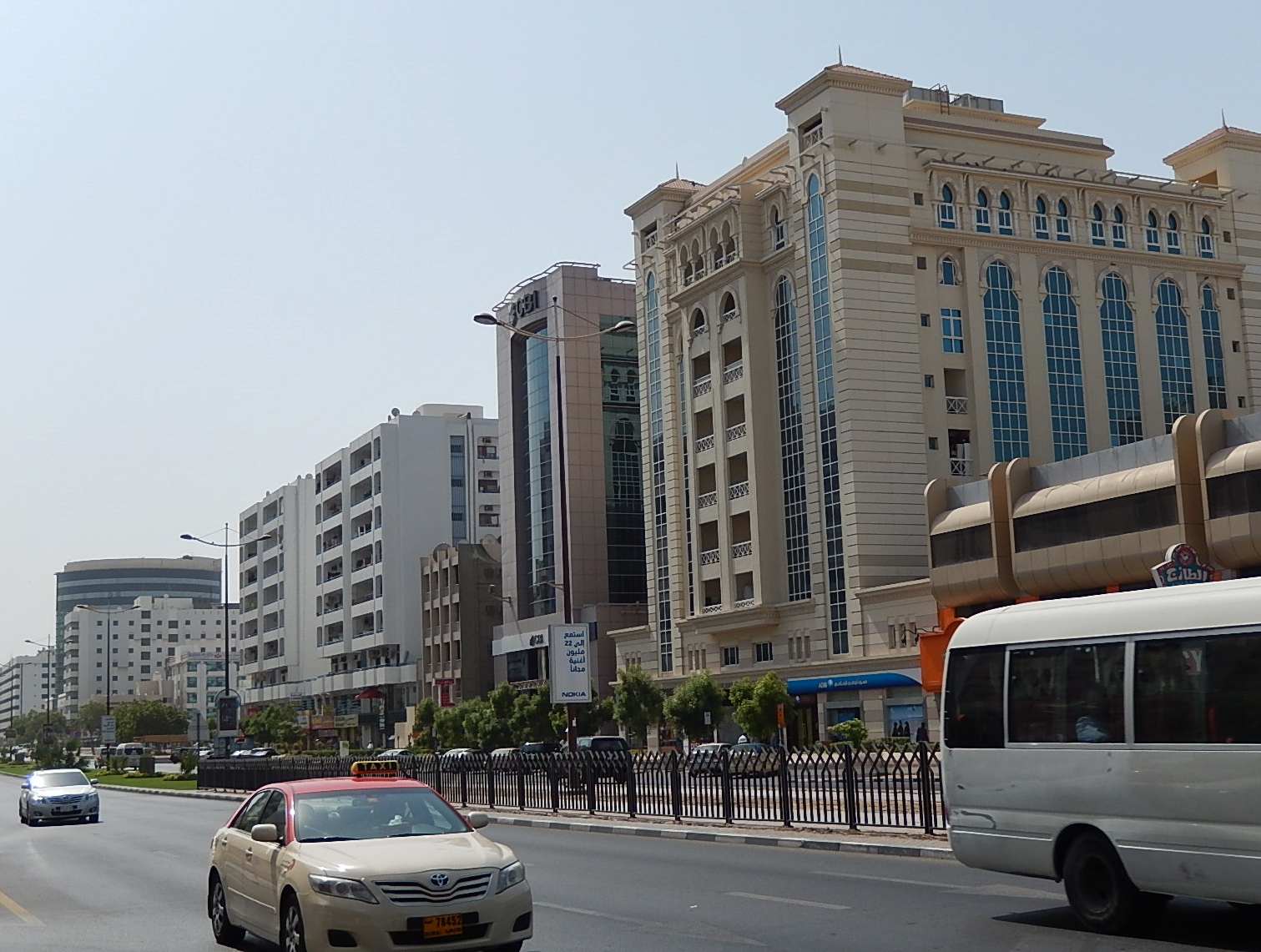

المرقبات هو حي يقع في إمارة دبي في الإمارات العربية المتحدة. بلغ عدد سكانه (74,475) نسمة في العام 2023 بكثافة سكانية تعادل (49,469) فرد/كم² بحسب بيانات مركز دبي للإحصاء. تقع المرقبات في منطقة ديرة وتحيط بها كل من الرقة ونايف والخبيصي والمطينة، وللمنطقة شكل مربع تحيط بها شوارع مهمة وحيوية وهي شارع المكتوم، وشارع أبو بكر الصديق، وشارع عمر بن الخطاب، وشارع صلاح الدين، وتقسم إلى قسمين شرقي يغلب عليه الطابع التجاري، وغربي يضم العقارات السكنية بصورة أكبر، ويمكن الوصول إليها عبر محطتي مترو الرقة والاتحاد اللتان تقعان بالقرب منها. وتضم مبانٍ سكنية وتجارية وفنادق ومراكز تسوق ومختلف مرافق الحياة، ومن أبرز الأماكن السياحية القريبة إلى المنطقة، خور دبي، وبرج الساعة، وسوق الذهب، ومتحف دبي. يعود سبب تسمية المنطقة إلى وجود العديد من آبار المياه العذبة فيها والتي وضعت على حوافها حصوات صغيرة على شكل الرقبة فسميت المرقبات.